# Quint Axi
Quint Axi (Quinctius Axius) va ser un amic de Ciceró i Marc Terenci Varró. Aquest darrer el fa aparèixer en el seu tercer llibre "De Re Rustica". Formava part de la gens Àxia, una gens romana d'origen plebeu molt poc coneguda.
Va ser un home ric que deixava diners, i així ho explica Aule Gel·li quan comenta una carta que Tiró, l'esclau i amanuense de Ciceró, escriu a Axi. Però l'any 49 aC apareix com a deutor de Ciceró.